# Jutra
Pour les articles homonymes, voir Jutra (homonymie).
Pour plus de détails, voir Fiche technique et Distribution.
Jutra est un film d'animation documentaire québécois réalisé par Marie-Josée Saint-Pierre. Il est coproduit par la société de la cinéaste, MJSTP Films, et l'Office national du film du Canada.

## Synopsis
À l'aide d’archives cinématographique et télévisuelle, Marie-Josée Saint-Pierre reconstitue la vie professionnelle et personnelle de Claude Jutra, donnant au réalisateur le rôle de narrateur de sa propre biographie.

## Carrière
La première mondiale de Jutra a lieu à la Quinzaine des réalisateurs, à Cannes, en 2014. Le film obtient ensuite de nombreuses sélections en festival et plusieurs prix, dont le Prix Écrans canadiens du film d'animation et le Prix Jutra du meilleur court ou moyen métrage d’animation.

## Fiche technique
- Réalisation : Marie-Josée Saint-Pierre
- Production : Marie-Josée Saint-Pierre, Marc Bertrand, MJSTP Films, Office national du film du Canada
- Animation : Brigitte Archambault
- Conception sonore : Olivier Calvert
- Source des archives : Cinémathèque québécoise, Radio-Canada, Office national du film du Canada, Université du Québec à Montréal

## Prix et récompenses
- 2015 : Prix Jutra du meilleur court ou moyen métrage d'animation[1]
- 2015 : Prix Écran canadien du meilleur court métrage documentaire
- 2015 : Prix Gémeaux de la meilleure émission ou série d'animation[2]
- 2015 : Golden Sheaf Award (en): Documentary History and Biography, Yorkton Film Festival
- 2014 : Mention pour le meilleur film d'animation canadien, Sommets du cinéma d’animation